# درخت زمرد
درخت زمرد(نام علمی: Radermachera sinica) نام یک گونه از تیره پیچ‌اناریان است.